# Supinacijski mišić
Supinacijski mišić (lat. musculus supinator) je širok mišić podlaktice, lateralne skupine. Mišić inervira lat. nervus radialis.

## Hvatište i polazište
Mišić polazi s dva snopa:
- tanji snop polazi s: nadlaktične kosti (lateralni epikondil), s lat. ligamentum collaterale radiale, i s lat. ligamentum anulare radii.
- širi snop polazi s: lakatne kosti

Mišićne se niti hvataju na palčanu kost (prednju i lateralnu stranu vrata kosti).